# BabelNet
BabelNet és una xarxa semàntica multilingüe creada a partir de la integració de WordNet i Wikipedia, i també una ontologia lexicalitzada. BabelNet ha estat creat automàticament integrant l'enciclopèdia web multilingüe més gran, la Wikipedia, a la base de dades lèxica més reconeguda de l'idioma anglès, WordNet. La integració es realitza a través d'un mapatge automàtic, alhora que s'omplen els buits d'idiomes de pocs recursos amb l'ajuda traductors automàtics. El resultat és un "diccionari enciclopèdic" que proveeix conceptes i entitats lexicalitzades en molts idiomes i connectades a través de vastes relacions semàntiques. Similarment a WordNet, BabelNet agrupa paraules de diferents idiomes en conjunts de sinònims, anomenats Babel synsets. Per a cada Babel synset, BabelNet proveeix petites definicions (anomenades glosses) en molts idiomes obtinguts tant de WordNet com de Wikipedia.

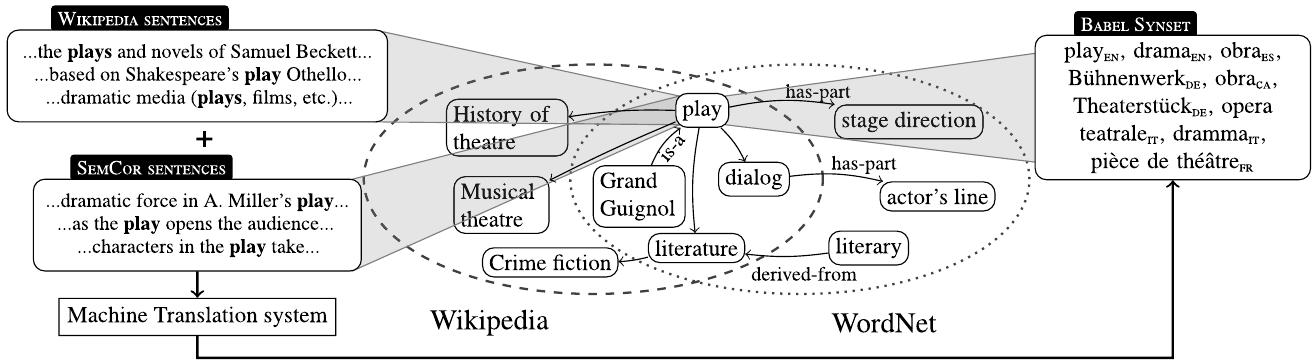
BabelNet es una xarxa semàntica multilingüe creada a partir de la integració de WordNet i Wikipedia

## Estadístiques de BabelNet
L'agost del 2016, BabelNet (versió 3.7) cobria 271 idiomes, incloent-hi tots els idiomes europeus, molts idiomes asiàtics, i llatí. BabelNet 3.7 conté més de 13 milions de synsets and voltant de 745 milions d'accepcions (independentment del seu idioma). Cada Babel synset conté, de mitjana, 5,5 sinònims (o accepcions) en qualsevol idioma. La xarxa semàntica inclou totes les relacions lèxiques i semàntiques de WordNet (hiperonímia i hiponímia, meronímia and holonímia, antonímia i sinonímia, etc., totalitzant al voltant de 364.000 relacions) així com una relació subespecificada de Wikipedia (totalitzant al voltant de 380 milions de relacions) La versió 3.7 també posseeix 11 milions d'imatges associades als Babel synsets i proveeix una versió en Lemon RDF.

## Aplicacions
BabelNet ha estat utilitzada en aplicacions de processament del llenguatge natural multilingües. El coneixement lexicalitzat que es troba disponible a BabelNet també s'ha utilitzat per obtenir els millors resultats coneguts fins al moment en similitud semàntica i desambiguació multilingüe.

## Reconeixements
Babelnet va rebre el premi META 2015 per "treball pioner en la superació de les barreres de l'idioma a través de la construcció d'una xarxa semàntica multilingüe lexicalitzada i la construcció d'una ontologia fent ús de fonts de dades heterogènies".
Babelnet també va ocupar un lloc destacat en un article de la revista TIME sobre la nova era de la innovació i els recursos de coneixements lèxics disponible a la web fins al moment. L'article descriu amb cert detall com BabelNet està jugant un paper destacat en l'escenari del segle xxi.